# Begonia picta
Espèce
Synonymes
- Begonia echinata Royle[1]

Begonia picta est une espèce de plantes de la famille des Begoniaceae. Ce bégonia est originaire d'Asie. L'espèce fait partie de la section Diploclinium. Elle a été décrite en 1806 par James Edward Smith (1759-1828). L'épithète spécifique picta signifie « peinte », en référence à l'aspect bariolé de cette plante.

## Répartition géographique
Cette espèce est originaire des pays suivants : Chine ; Inde ; Pakistan.